# Подольської машинно-іспитательної станції
Подо́льської маши́нно-іспита́тельної ста́нції (рос. Подольской машинно-испытательной станции) — селище у складі Подольського міського округу Московської області, Росія.

## Населення
Населення — 1930 осіб (2010; 1704 у 2002).
Національний склад (станом на 2002 рік):
- росіяни — 96 %